# Amélie Klopfenstein
Amélie Klopfenstein, née le 18 septembre 2002 à Bienne, est une skieuse alpine suisse.
Elle est double championne olympique de la jeunesse en 2020.

## Biographie
Née d'une père ingénieur et d'une mère enseignante, elle grandit à La Neuveville auprès d'une sœur aînée qui jouait en ligue A de volleyball et deux frères aînés amateurs de football. Elle commence à skier aux Prés-d’Orvin, au pied du Chasseral. 
En 2018, elle décroche le titre national des moins de 16 ans en géant, ce qui la décide à intégrer la filière sport-études à Brigue, poursuivant des études en droit et économie, mais se rêvant volontiers pilote d’hélicoptère ou d’avion. 
En janvier 2020 aux Diablerets, remplaçant au dernier moment Delphine Darbellay, blessée, elle est sacrée double championne olympique de la jeunesse en super G et en slalom géant et médaillée de bronze du combiné, suscitant l'intérêt soudain des médias nationaux. En mars, elle dispute également à Narvik ses premiers Mondiaux juniors. Ces performances lui permettent d'intégrer le cadre C de Swiss-ski. 
En novembre 2020, très observée par les médias, elle remporte le titre de Championne de Suisse de slalom. En 2021, elle fait à nouveau partie de la sélection pour les championnats du monde Juniors, se rend à Bansko « sans pression » et prend la 17e place en géant puis la 12e place du slalom mais se déclare satisfaite car elle estime avoir le temps d’apprendre car elle est encore assez jeune à ce niveau et profite de ces compétitions pour gagner beaucoup d’expérience. Elle espère désormais s’imposer petit à petit en Coupe d’Europe et réussir à abaisser ses points FIS.
En novembre 2021, elle fait ses débuts en Coupe du monde dans le parallèle de Zürs.
En mars 2022, elle se blesse au genou droit lors d'un entraînement pendant les Mondiaux juniors de Panorama. Elle souffre d’une déchirure du ligament croisé antérieur du genou droit, ainsi que d’une élongation du ligament latéral interne et doit être opérée,.
En janvier 2024, elle marque ses premiers points en coupe d'Europe dans le slalom de Zell am See.
Au cours de la saison 2024-2025, elle obtient ses 2 premiers tops-15 en slalom de coupe d'Europe.

## Palmarès

### Coupe du monde
- 2 épreuves disputées

### Championnats du monde juniors
| Épreuve / Édition    | Descente | Super G | Slalom géant | Slalom | Combiné | Team event |
| Mondiaux 2020 Narvik | -        | 27e     | DNF2         | annulé | DNF1    | annulé     |
| Mondiaux 2021 Bansko | annulée  | -       | 17e          | 12e    | annulé  | annulé     |

### Coupe d'Europe
- 35 courses disputées (à fin mars 2025)
- 2 tops-15

#### Classements
| Saison / Épreuve | Saison / Épreuve | Général | Général | Descente | Descente | Super G | Super G | Géant  | Géant  | Slalom | Slalom | Combiné | Combiné |
| ---------------- | ---------------- | ------- | ------- | -------- | -------- | ------- | ------- | ------ | ------ | ------ | ------ | ------- | ------- |
| Saison / Épreuve | Saison / Épreuve | Class.  | Points  | Class.   | Points   | Class.  | Points  | Class. | Points | Class. | Points | Class.  | Points  |
| 2024             | 2024             | 164e    | 8       | -        | -        | -       | -       | -      | -      | 71e    | 8      | -       | -       |
| 2025             | 2025             | 88e     | 82      | -        | -        | -       | -       | -      | -      | 29e    | 82     | -       | -       |

### Jeux olympiques de la jeunesse d’hiver
| Edition / Epreuve       | Super G | Slalom géant | Slalom | Super-combiné | Par équipes |
| JOJ 2020 Les Diablerets | Or      | Or           | DNF2   | Bronze        | 5e          |

### Championnats de Suisse
Championne de slalom 2020 à Diavolezza